# Fortaleza de Minas
Fortaleza de Minas este un oraș în Minas Gerais (MG), Brazilia.